# إدوارد نج
إدوارد نج (بالإنجليزية: Edward Ng)‏ هو رياضياتي أمريكي، ولد في 1939 في Hong Kong station ‏ في الصين.